# كلية بحيرة إيري للطب التقويمي
كلية بحيرة إيري للطب التقويمي (بالإنجليزية: Lake Erie College of Osteopathic Medicine)‏ هي إحدى الكليات لتدريس الطب في الولايات المتحدة الأمريكية. تقع في مدينة إيري في ولاية بنسيلفانيا الأمريكية. نوع الشهادة الطبية التي يتم تحصيلها هناك هي دو.